# 黃大節 (萬曆進士)
黃大節（1553年—？），字思立，號庭翠，江西贛州府信豐縣人，民籍，明朝政治人物。

## 生平
萬曆元年（1573年）癸酉科江西鄉試第八十九名舉人，十四年（1586年）中式丙戌科會試第七十九名，三甲第一百三十三名進士。兵部觀政，授太常寺博士，升禮部主客司主事，升祠祭司郎中、儀制司郎中。

## 家族
曾祖黃霄；祖父黃石；父黃堂，庠生。母俞氏。慈侍下。兄黃大忠、黃大孝（庠生），弟黃大義。